# 小鰭擬奈氏鱈
小鰭擬奈氏鱈，為輻鰭魚綱鱈形目鼠尾鱈科的其中一種，分布於中西太平洋印尼及新喀里多尼亞外海海域，屬深海底棲性魚類，深度1992-2308公尺，體長可達34公分，棲息在底層水域，生活習性不明。

## 扩展阅读
維基物種上的相關：小鰭擬奈氏鱈